# Avenue Jean-Jaurès (Montfermeil)
Pour les articles homonymes, voir Avenue Jean-Jaurès.
L'avenue Jean-Jaurès est un des principaux axes de communication de Montfermeil en Seine-Saint-Denis.

## Situation et accès

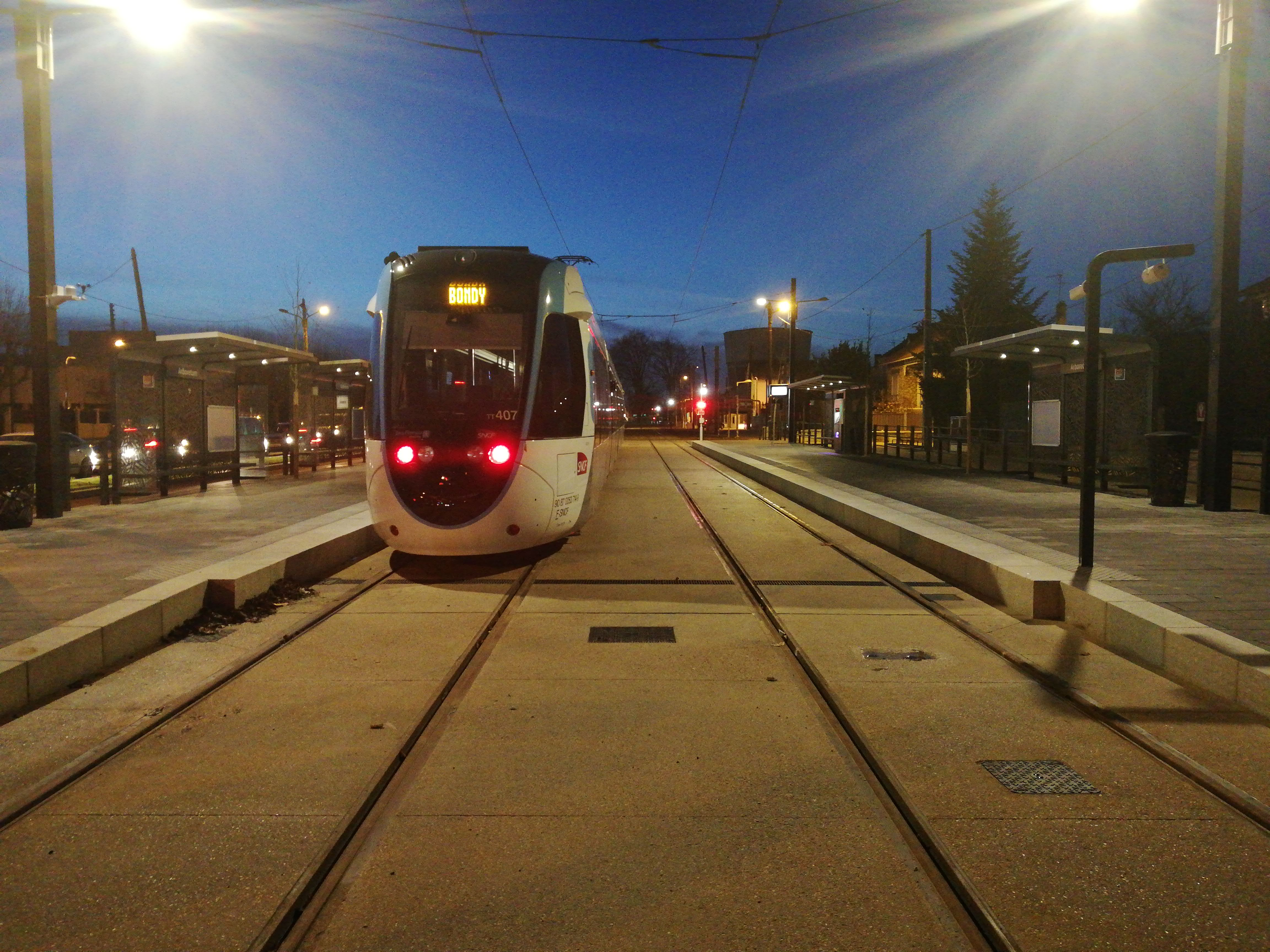
Citadis Dualis stationné à la station Arboretum de la ligne 4 du tramway d'Île-de-France, en 2019.

Cette avenue qui s'étend sur 1200 mètres suit la route départementale 117, qui atteint à cet endroit cinquante-cinq mètres de largeur. Orientée d'ouest en est dans l'axe de l'allée de Montfermeil, elle commence son tracé au droit de la route départementale 970, appelée à cet endroit allée de Gagny vers le nord, et avenue de Maison-Rouge au sud. Croisant notamment le boulevard Bargue et l'avenue Émile-Cossoneau, puis l'allée Notre-Dame-des-Anges, qui tient son nom du pèlerinage éponyme, elle se termine au carrefour de la rue de l'Église et du boulevard de l'Europe.
Elle était autrefois desservie par la ligne de tramway no 112, exploitée par la Société des transports en commun de la région parisienne, et fermée le 14 août 1938,. Cette ligne réapparaît dans les années 2010 comme la ligne 4 du tramway d'Île-de-France, sur une portion de l'avenue, et dessert le parc Arboretum de Montfermeil.

## Origine du nom
Cette avenue rend hommage à l'homme politique français Jean Jaurès (1859-1914).

## Historique

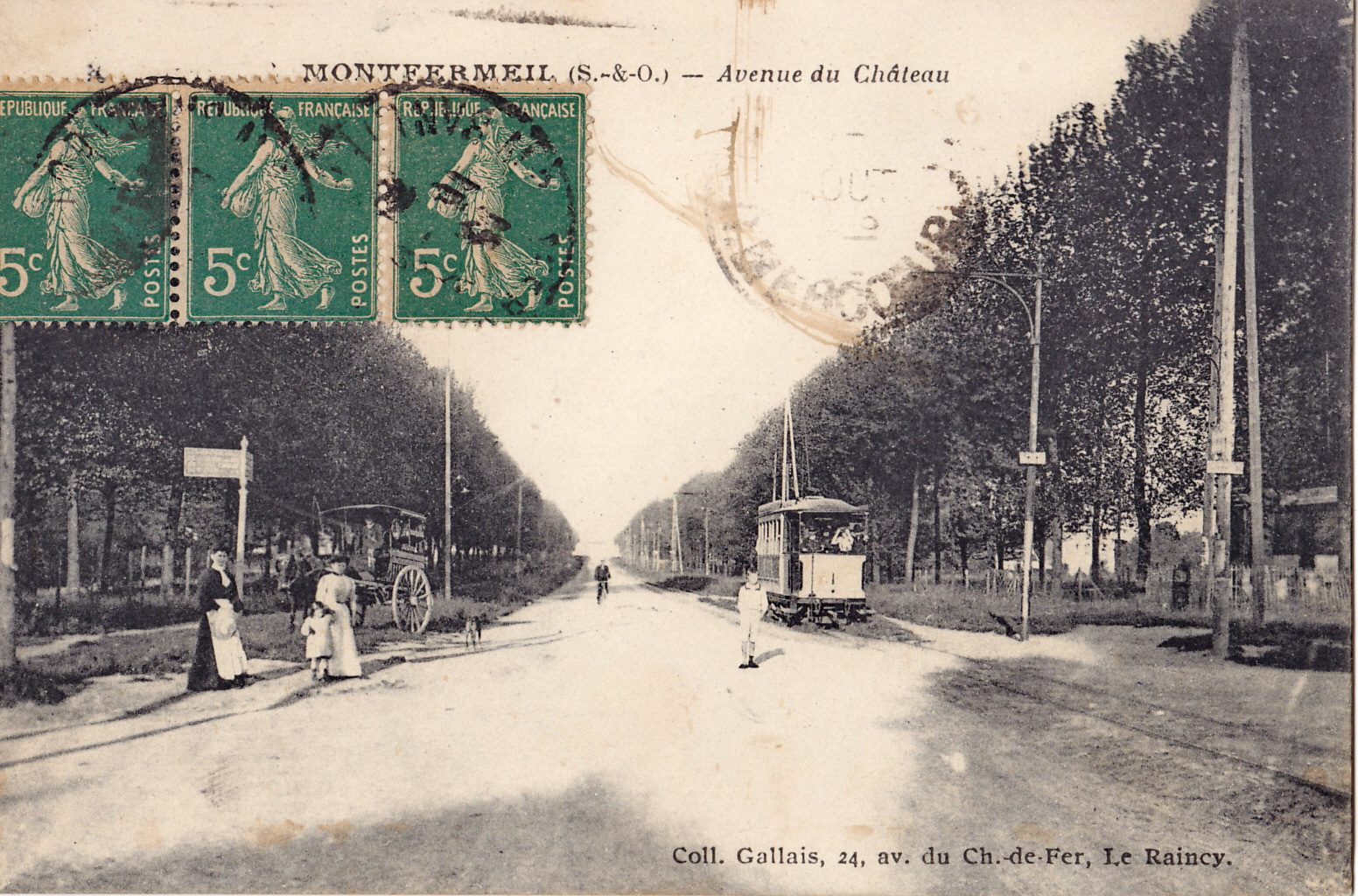
L'avenue du Château vers 1900.

Cette voie de circulation apparaît vers 1680 comme la voie principale du village.
Elle prend plus tard le nom d'avenue du Château, et est parfois appelée grande avenue en face du château de Montfermeil.

## Bâtiments remarquables et lieux de mémoire

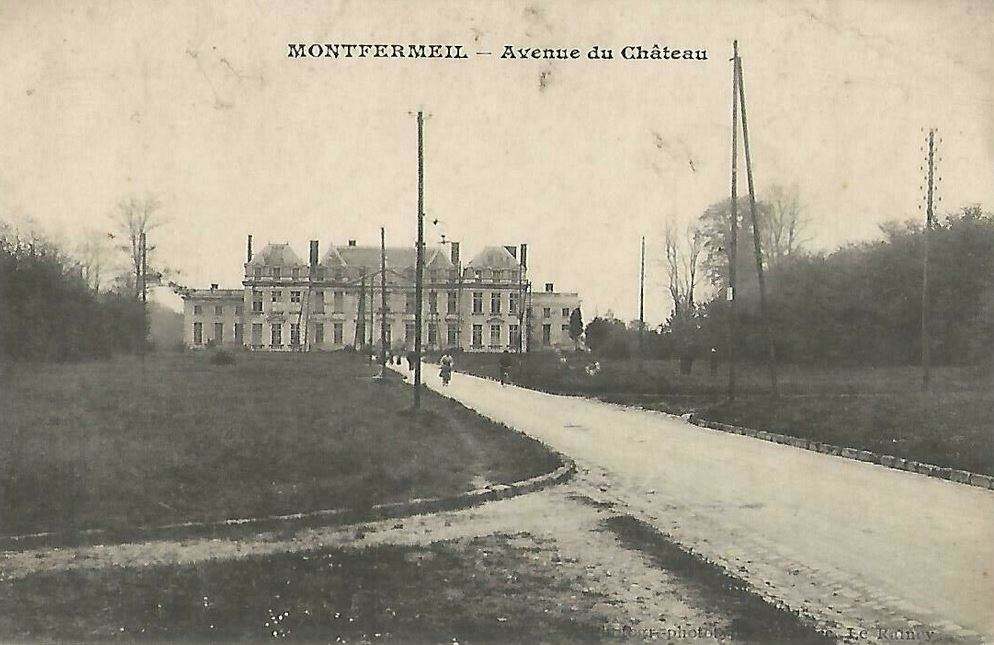
L'ancien château de Montfermeil au bout de l'avenue.

- Emplacement du château de Montfermeil, construit en 1678 et détruit en 1929[3]. À cet endroit a été construite une école[4].
- Collège Jean-Jaurès[5],[6].
- Emplacement de l'ancien vélodrome des Sept-Îles, autrefois zone marécageuse[7] où furent ensuite creusés sept étangs qui alimentaient le château de Maison-Rouge à Gagny[8]. Ces étendues d'eau aujourd'hui comblées, l'endroit est maintenant un centre commercial[9].